# González Island
González Island (spanisch Isla González) ist eine kleine Insel im Archipel der Südlichen Shetlandinseln. Sie liegt auf der Südseite der Einfahrt zur Iquique Cove, einer Nebenbucht der Discovery Bay von Greenwich Island. Zu der noch kleineren westlich gelegenen Nachbarinsel ist sie über eine bei Flut überspülte Landzunge verbunden.
Kartiert und benannt wurde sie bei der 2. Chilenischen Antarktisexpedition (1947–1948). Namensgeber ist Ernesto González Navarrete, der Leiter dieser Forschungsreise. Das UK Antarctic Place-Names Committee übertrug die von den Chilenen vorgenommene Benennung im Jahr 1974 ins Englische.